# Žikava
Žikava (in ungherese Zsikva) è un comune della Slovacchia facente parte del distretto di Zlaté Moravce, nella regione di Nitra.